# Serie Final de la Liga Dominicana de Baloncesto 2007
La Serie Final de la Liga Dominicana de Baloncesto 2007 fue la serie definitiva para la Liga Dominicana de Baloncesto 2007. Los campeones del Circuito Norte, los Metros de Santiago vencieron a los campeones del Circuito Sur de la Liga Nacional de Baloncesto, las Panteras del Distrito Nacional en 6 partidos (4-2). Amaury Filión fue elegido como Jugador Más Valioso de la Serie Final.
La serie se disputó del 26 de septiembre al 7 de octubre de 2007 y fue disputada por primera vez con el formato de ida y vuelta (En Santo Domingo se disputaron los partidos 1, 3 y 5, mientras que en Santiago se jugaron los partidos 2, 4 y 6).

## Trayectoria hasta la Serie Final
Estos son los resultados de ambos equipos desde el comienzo de la temporada:
| Circuito | Equipo                         | Serie regular            | Primera ronda                | Serie Final del Circuito                              |
| -------- | ------------------------------ | ------------------------ | ---------------------------- | ----------------------------------------------------- |
| Norte    | Metros de Santiago             | 10-13 (2.º del circuito) | Derrotaron a los Indios, 2-1 | Derrotaron a los Marineros de Puerto Plata, 3-1       |
| Sur      | Panteras del Distrito Nacional | 15-6 (1.º del circuito)  | —                            | Derrotaron a los Cocolos de San Pedro de Macorís, 3-0 |

El primer lugar del circuito clasificó directamente a la serie final del circuito, mientras que el segundo y tercer lugar del circuito se enfrentaron en la primera ronda.

## Enfrentamientos en serie regular
Las Panteras ganaron la serie particular 2-0.
| Fecha                |                                | Resultado |                                | Lugar                                                               |
| -------------------- | ------------------------------ | --------- | ------------------------------ | ------------------------------------------------------------------- |
| 29 de julio de 2007  | Panteras del Distrito Nacional | 98 - 83   | Metros de Santiago             | Polideportivo San Carlos, Santo Domingo, Distrito Nacional          |
| 24 de agosto de 2007 | Metros de Santiago             | 82 - 91   | Panteras del Distrito Nacional | Polidpeortivo del Club Sameji, Santiago de los Caballeros, Santiago |

## Serie Final

### Partido 1
| Fecha                    |                                | Resultado |                    | Lugar                                                      |
| ------------------------ | ------------------------------ | --------- | ------------------ | ---------------------------------------------------------- |
| 26 de septiembre de 2007 | Panteras del Distrito Nacional | 104 - 86  | Metros de Santiago | Polideportivo San Carlos, Santo Domingo, Distrito Nacional |

### Partido 2
| Fecha                    |                    | Resultado |                                | Lugar                                                               |
| ------------------------ | ------------------ | --------- | ------------------------------ | ------------------------------------------------------------------- |
| 28 de septiembre de 2007 | Metros de Santiago | 110 - 105 | Panteras del Distrito Nacional | Polideportivo del Club Sameji, Santiago de los Caballeros, Santiago |

### Partido 3
| Fecha                    |                                | Resultado |                    | Lugar                                                      |
| ------------------------ | ------------------------------ | --------- | ------------------ | ---------------------------------------------------------- |
| 30 de septiembre de 2007 | Panteras del Distrito Nacional | 80 - 82   | Metros de Santiago | Polideportivo San Carlos, Santo Domingo, Distrito Nacional |

### Partido 4
| Fecha                |                    | Resultado |                                | Lugar                                                               |
| -------------------- | ------------------ | --------- | ------------------------------ | ------------------------------------------------------------------- |
| 3 de octubre de 2007 | Metros de Santiago | 118 - 108 | Panteras del Distrito Nacional | Polideportivo del Club Sameji, Santiago de los Caballeros, Santiago |

### Partido 5
| Fecha                |                                | Resultado |                    | Lugar                                                      |
| -------------------- | ------------------------------ | --------- | ------------------ | ---------------------------------------------------------- |
| 5 de octubre de 2007 | Panteras del Distrito Nacional | 109 - 74  | Metros de Santiago | Polideportivo San Carlos, Santo Domingo, Distrito Nacional |

### Partido 6
| Fecha                |                    | Resultado |                                | Lugar                                                               |
| -------------------- | ------------------ | --------- | ------------------------------ | ------------------------------------------------------------------- |
| 7 de octubre de 2007 | Metros de Santiago | 93 - 89   | Panteras del Distrito Nacional | Polideportivo del Club Sameji, Santiago de los Caballeros, Santiago |

## Roster del equipo campeón
| Metros de Santiago      | Metros de Santiago   | Metros de Santiago     | Metros de Santiago |
| Nombre                  | Nacionalidad         | Posición               |                    |
| ----------------------- | -------------------- | ---------------------- | ------------------ |
| Eduardo Bueno           | República Dominicana | Delantero (3)          |                    |
| Amaury Filion           | República Dominicana | Delantero de poder (4) |                    |
| Manuel Liranzo          | República Dominicana | Armador (1)            |                    |
| Osvaldo López           | República Dominicana | Delantero (3)          |                    |
| Franklin Matos          | República Dominicana | Delantero (3)          |                    |
| Joel Ramírez            | República Dominicana | Armador (1)            |                    |
| Charlie Rodríguez       | República Dominicana | Delantero de poder (4) |                    |
| Hugo Rodríguez          | República Dominicana | Delantero de poder (4) |                    |
| José Rodríguez          | República Dominicana | Armador (1)            |                    |
| Rome Sanders            | Estados Unidos       | Delantero de poder (4) |                    |
| Jamaal Thomas           | Estados Unidos       | Delantero de poder (4) |                    |
| Dirigente: Melvyn López |                      |                        |                    |